# Kitty Clive
Catherine "Kitty" Clive (1711 - Twickenham, Inglaterra, 6 de diciembre de 1785), registrada al nacer como Catherine Raftor, fue una actriz de teatro británica.

## Biografía
Probablemente nació en Londres. Su padre, William Raftor, era un irlandés de buena familia pero con escasos recursos, que ocupó el puesto de capitán en una comisión del ejército francés en la época de Luis XIV. Catherine mostró su talento para el teatro desde pequeña y alrededor de 1728 se incorporó a la compañía del Teatro Drury Lane en Londres, de la que Colley Cibber era entonces director y con la que obtuvo su primer papel en la tragedia Mithridates. Poco después se casó con el abogado George Clive, familiar del barón Robert Clive, pero pronto se separaron de mutuo acuerdo. [cita requerida]
En 1731 estableció definitivamente su reputación como actriz cómica y cantante en The Devil to Pay, adaptación de la farsa-ópera de Charles Coffey, y desde entonces se convirtió en una de las favoritas del público. Aunque participó en algunos de los oratorios de su amigo Georg Friedrich Händel, actuó poco fuera del Drury Lane y en 1747 cofundó la compañía de actuación de David Garrick. Su mal genio la llevó a involucrarse en algunas peleas y fue una dura prueba para la paciencia de Garrick. Veintidós años después, en 1769, abandonó sus actividades teatrales y vivió durante dieciséis años en la villa de Twickenham, regalo de su amigo Horace Walpole, donde murió el 6 de diciembre de 1785. Walpole colocó en su jardín una urna en su memoria.[cita requerida]